# Benqué
Ne doit pas être confondu avec Benque.
Pour les articles homonymes, voir Benque (homonymie).
Benqué (en occitan gascon Benquèr) est une ancienne commune française située dans le département des Hautes-Pyrénées, en région Occitanie, devenue le 1er janvier 2017 une commune déléguée au sein de la commune nouvelle de Benqué-Molère.
Ses habitants sont appelés les Benquois.

## Géographie

### Situation
Ce village de Bigorre se situe dans les Baronnies des Pyrénées.

### Hydrographie
La rivière de  l'Arros (affluent droit de l'Adour) traverse la commune du sud au nord et forme la limite ouest avec les communes de Bourg-de-Bigorre et Bonnemazon.
Le ruisseau Tilhouse traverse le village et se jette dans l'Arros et forme la limite sud-est avec la commune de Tilhouse.

### Communes limitrophes

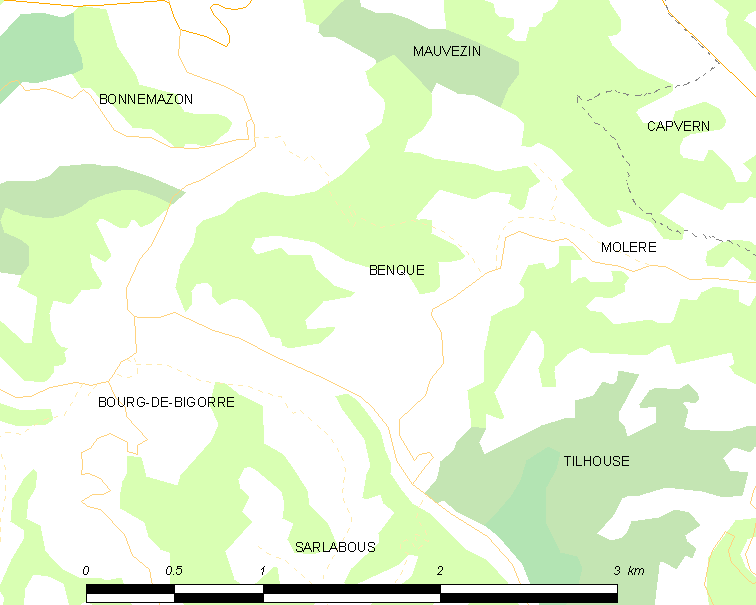
Carte de la commune de Benqué et des proches communes.

| Bonnemazon       | Mauvezin  |                        |
| Bourg-de-Bigorre | Benqué    | Molère (Benqué-Molère) |
|                  | Sarlabous | Tilhouse               |

## Logement
En 2012, le nombre total de logements dans la commune est de 67.
Parmi ces logements, 52.2  % sont des résidences principales, 41.4   % des résidences secondaires et  6.4  % des logements vacants.

## Toponymie

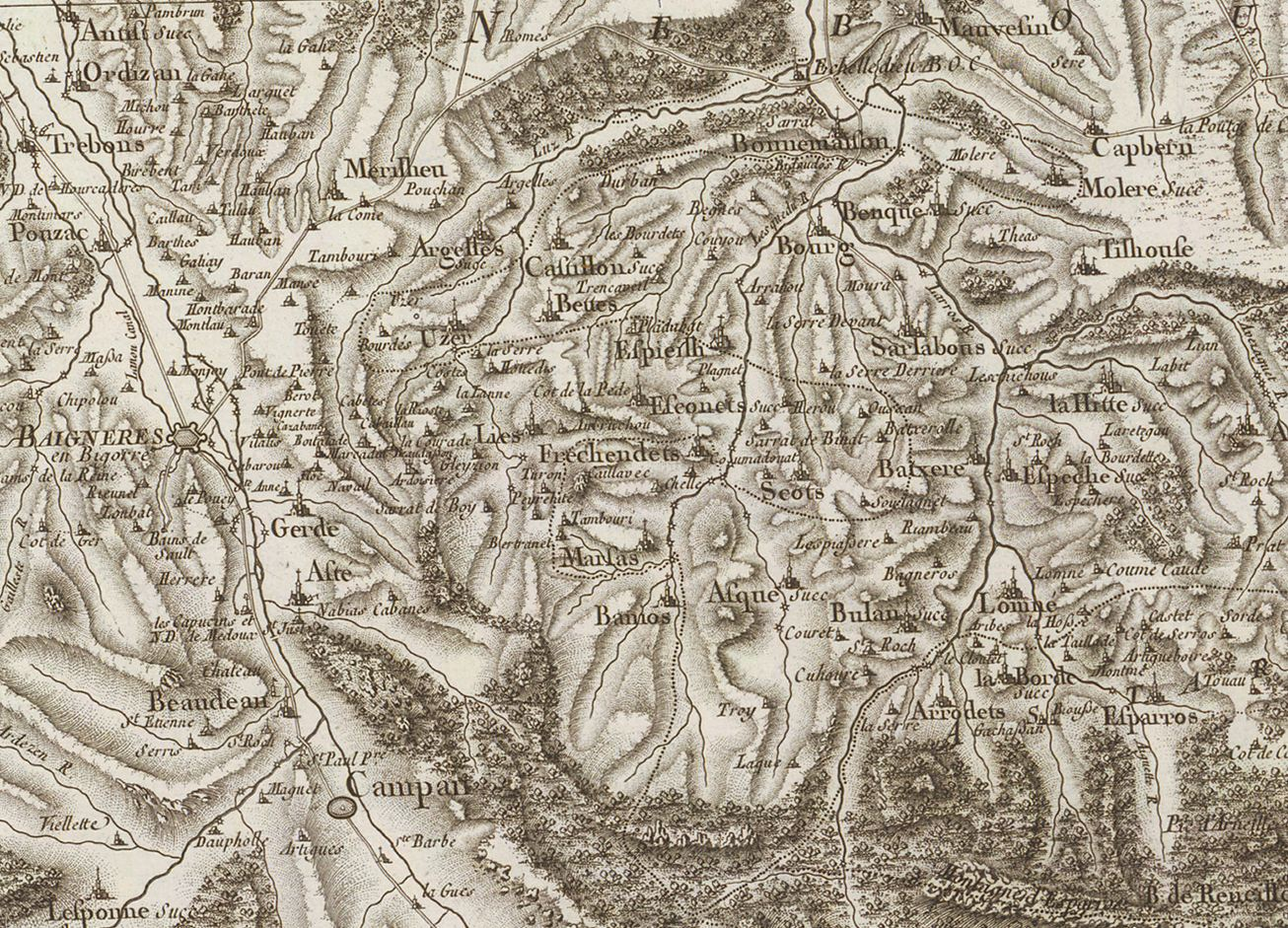
Extrait de la carte de Cassini (entre 1756 et 1789) situant Benqué

On trouvera les principales informations dans le Dictionnaire toponymique des communes des Hautes-Pyrénées de Michel Grosclaude et Jean-François Le Nail qui rapporte les dénominations historiques du village :
Dénominations historiques :
- De Benquerio, latin (1313, Debita regi Navarre ; 1342, pouillé de Tarbes).

Nom occitan : Benquèr.

## Histoire

### Cadastre napoléonien de Benqué
Le plan cadastral napoléonien de Benqué est consultable sur le site des archives départementales des Hautes-Pyrénées.

## Politique et administration

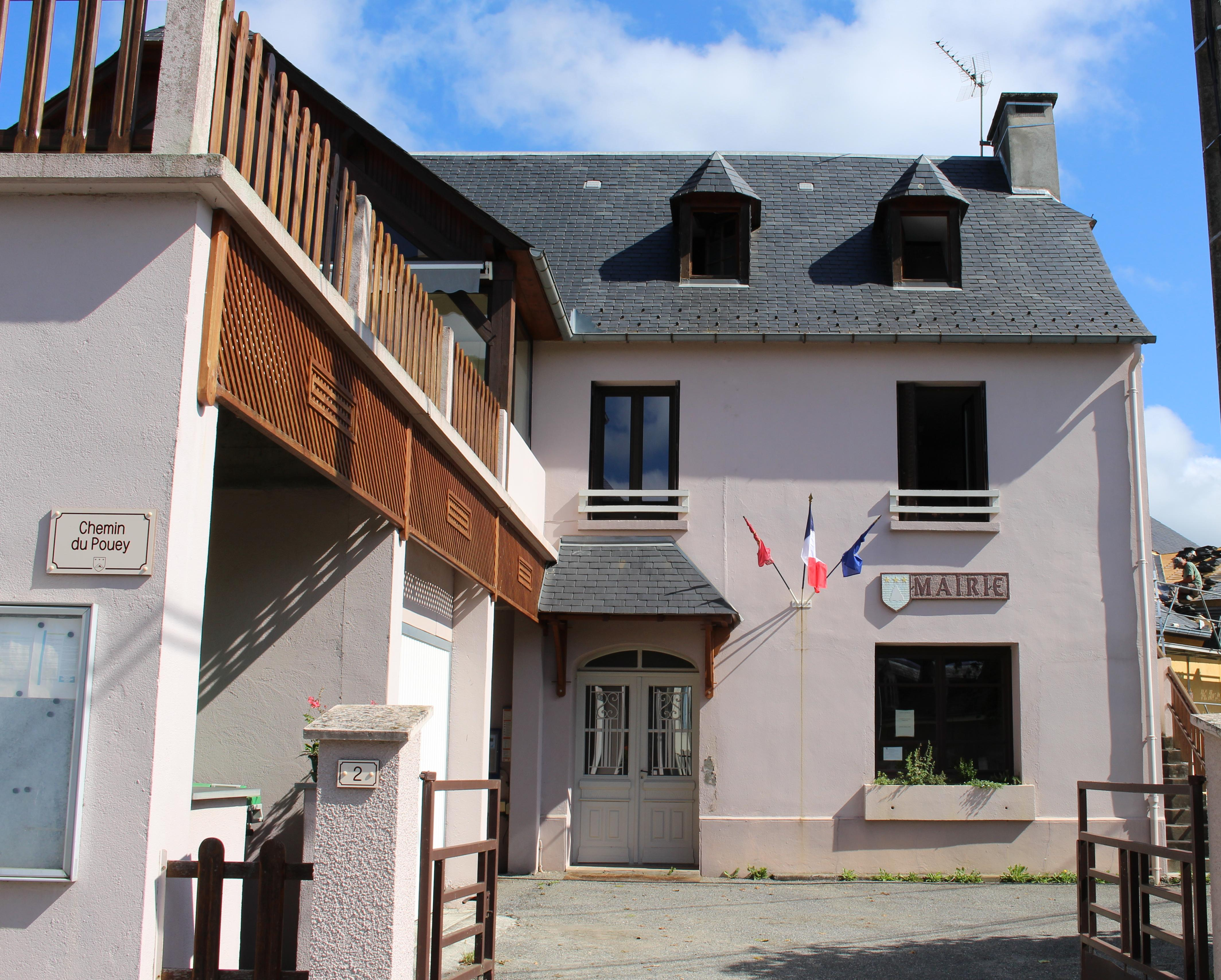
La mairie.

### Liste des maires
| Période                                  | Période  | Identité      | Étiquette | Qualité |
| ---------------------------------------- | -------- | ------------- | --------- | ------- |
| Les données manquantes sont à compléter. |          |               |           |         |
| mars 1983                                | 2001     | Michel Sarrat |           |         |
| mars 2001                                | 2014     | José Orte     |           |         |
| mars 2014                                | en cours | Michel Puech  |           |         |

### Historique administratif
Sénéchaussée de Toulouse, élection de Nébouzan, viguerie  de  Mauvezin,  canton de Lannemezan, de  Bourg (1790), Lannemezan (depuis 1801).
Depuis le 1er janvier 2017, Benqué est une des deux communes déléguées formant, avec Molère, la commune nouvelle de Benqué-Molère dont elle est le chef-lieu. 

## Démographie
| 1793 | 1800 | 1806 | 1821 | 1831 | 1836 | 1841 | 1846 | 1851 |
| ---- | ---- | ---- | ---- | ---- | ---- | ---- | ---- | ---- |
| 154  | 154  | 172  | 178  | 234  | 228  | 204  | 223  | 241  |

| 1856 | 1861 | 1866 | 1872 | 1876 | 1881 | 1886 | 1891 | 1896 |
| ---- | ---- | ---- | ---- | ---- | ---- | ---- | ---- | ---- |
| 224  | 211  | 198  | 174  | 162  | 184  | 184  | 173  | 171  |

| 1901 | 1906 | 1911 | 1921 | 1926 | 1931 | 1936 | 1946 | 1954 |
| ---- | ---- | ---- | ---- | ---- | ---- | ---- | ---- | ---- |
| 154  | 172  | 150  | 133  | 116  | 118  | 107  | 93   | 90   |

| 1962 | 1968 | 1975 | 1982 | 1990 | 1999 | 2004 | 2009 | 2014 |
| ---- | ---- | ---- | ---- | ---- | ---- | ---- | ---- | ---- |
| 78   | 72   | 59   | 59   | 47   | 49   | 53   | 72   | 83   |

## Culture locale et patrimoine

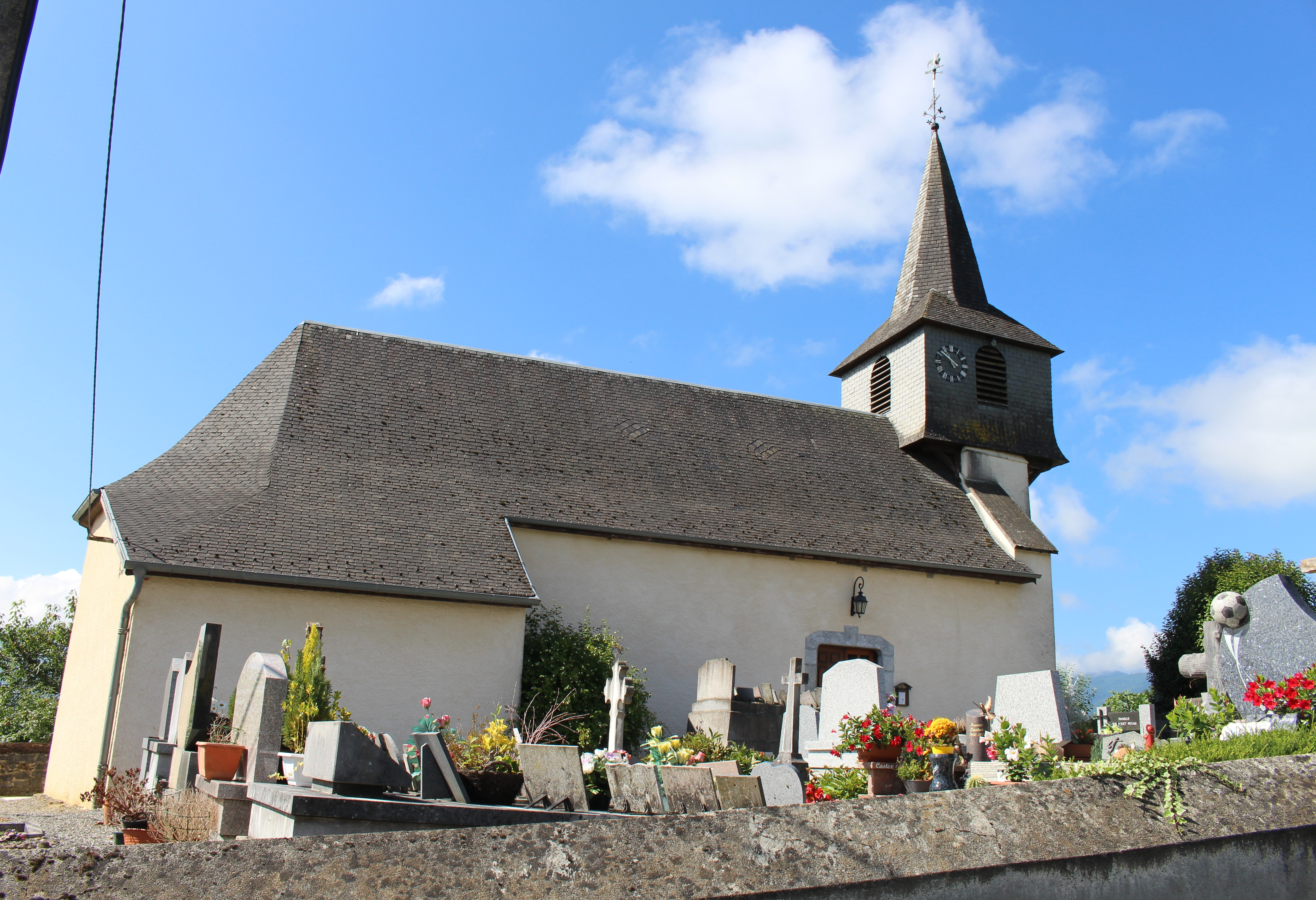
Église Saint-Étienne.

### Lieux et monuments
- Église Saint-Étienne de Benqué.

### Héraldique
| Blason | Blasonnement : D'azur au mont alésé d'argent, accompagné en chef de trois étoiles d'or. |